# Алатей
Алатей (на латински: Alatheus; ?– 387) е остготски (гревтунгски) херцог и военачалник.
След битки с хуните и аланите на Баламбер 376 г. тръгва с остготския крал Витимир към Дунав и Римската империя. След смъртта на Витимир той се присъединява със Сафракс, към вестготите (тервингите) на Фритигерн и Алавив в Тракия и Мизия през 377 – 378. Настанява се на север от Дунав.
През 378 г. участва в битката при Адрианопол.
След победата на Адрианопол живее в Тракия и е военачалник на Теодосий Велики.
Умира през 387 г.